# Перепища
Пере́пища — лісовий заказник місцевого значення в Україні. Розташований у межах Ружинського району Житомирської області, на південь від смт Ружин (між селами Сахни і Городок). 
Площа 57 га. Статус надано згідно з рішенням Житомирської облради від 22.11.2012 року № 718. Перебуває у віданні ДП «Попільнянське лісове господарство» (Ружинське лісництво, кв. 70). 
Створений з метою охорони лісового масиву з дібровами: грабово-липово-дубовими, кленово-берестово-дубовими та (рідше) клена гостролистого. У трав'яному покриві: лілія лісова, гніздівка звичайна, любка дволиста і зеленоквіткова, коручка чемерникоподібна і пурпурова — види, занесені до Червоної книги України. 